# Vladislav I. Lokýtek
Vladislav I. Lokýtek (polsky Władysław I Łokietek, 1261 – 2. března 1333, Krakov) byl polský král z dynastie Piastovců. Do roku 1300 byl vévodou, od roku 1305 knížetem krakovským a 20. ledna 1320 byl korunován polským králem, kterým zůstal až do své smrti v roce 1333. Své přízvisko získal na základě své malé výšky (je odvozeno od lokte coby délkové míry).
Narodil se v období, kdy bylo Polské království rozdrobené. Během své vlády jej dokázal do značné míry sjednotit. Přitom musel o polský trůn bojovat i s vnějšími nepřáteli, mimo jiné s českým králem Janem Lucemburským, který si na polskou korunu také dělal nárok a zkoušel se Polska zmocnit i vojenským tažením ve spojení s Řádem německých rytířů.

## Původ
Vladislav Lokýtek, který se narodil v roce 1261, byl nejstarším synem Kazimíra I. Kujavského a jeho třetí ženy Eufrosiny Opolské. Od roku 1138, kdy Boleslav Křivoústý ustanovil seniorát, se centrální moc v Polsku stále více oslabovala a země se rozdrobila na mnoho znepřátelených a soupeřících knížectví. Roku 1202 dokonce zcela zaniknul, v té době již pouze formální, titul polského velkoknížete. Vladislavův otec Kazimír byl na počátku druhé poloviny 13. století knížetem kujavským, sieradzským (Sieradz) a lenčickým. Po Kazimírově smrti v roce 1267 byla tato území rozdělena mezi jeho tři žijící syny. Nejstaršího Leška Černého a Siemomysla, kteří byli potomky jeho první ženy Konstancie Vratislavské, a právě sedmiletého Vladislava, který byl pro svou nízkou postavu přezdíván Lokýtek. Vladislav tedy po otcově smrti zdědil Kujavsko, v němž se ujal vlády.

## Střet s Václavem II.

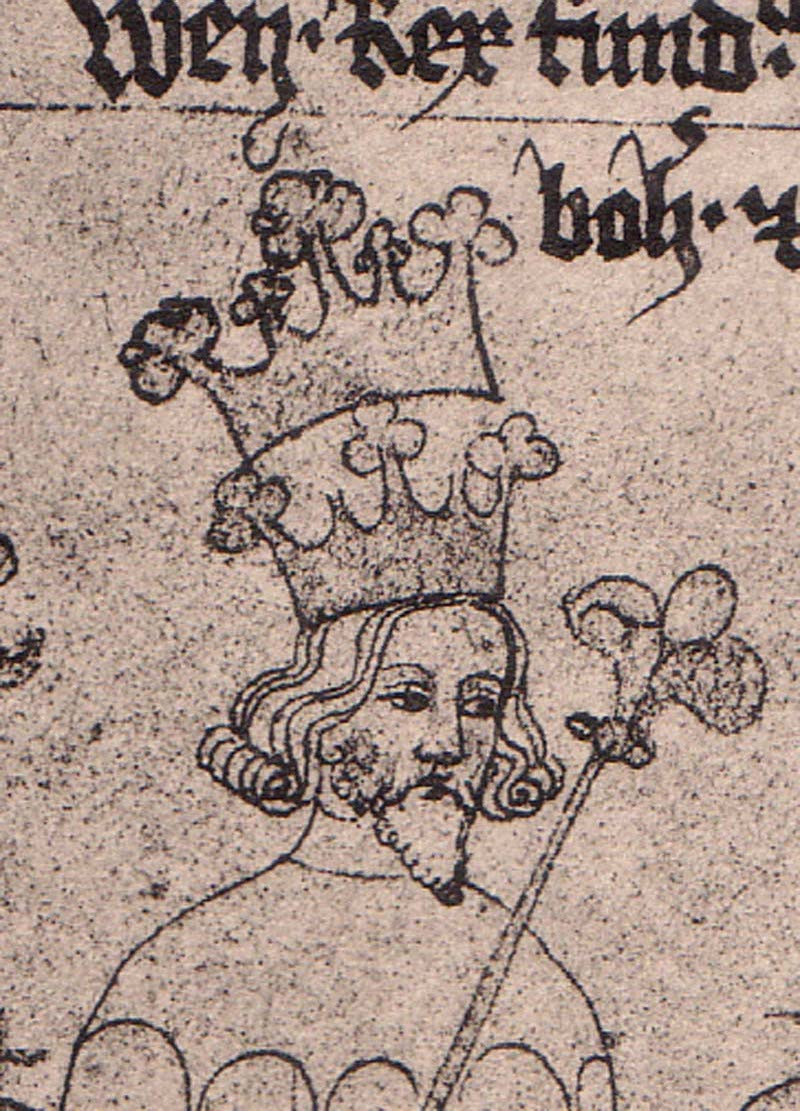
Václav II. jako král český a polský

Snahu o sjednocení rozdrobeného Polska projevil již Vladislavův starší nevlastní bratr Lešek II. Černý, který byl roku 1279 korunován na polského krále a jemuž se podařilo sjednotit Malopolsko s oblastmi Sieradzska a Lenčicka. Poté, co Vladislavův bezdětný nevlastní bratr v roce 1288 zemřel, zdědil Vladislav Leškovo panství v Sandoměřsku a začal podnikat loupeživé výpady do oblasti Krakovska, kde měl rovněž své zájmy. Roku 1289 se mu podařilo významné centrum Krakov obsadit. Polsko tak zachvátila občanská válka, v níž se Vladislav postavil proti slezskému knížeti Jindřichu IV. Probovi, který byl zvolen za Leškova nástupce na polském trůně. Po Jindřichově náhlé smrti v roce 1290 se Lokýtkovy zájmy střetly s českým králem Václavem II., který byl synovcem vdovy Leška Černého Griffiny Haličské a měl na oblast Krakovska podobně jako Lokýtek zájem a rovněž nástupní právo. O sporu měl rozhodnout římský král Rudolf, který však byl Václavovým tchánem, a proto dle očekávání rozhodl v jeho prospěch. Český král Václav se tak měl stát dědicem území zemřelého Leška Černého. Vévodkyně Griffina s asistencí Vladislavovi nepřátelsky nakloněné vysoké šlechty rovněž podpořila nástupnictví svého synovce Václava, kterému se podařilo i s pomocí Slezanů (bytomský kníže Kazimír, těšínský Měšek, opolský Boleslav a ratibořský Přemek) podniknout vojenské tažení do Krakovska a Sandoměřska, načež byl Lokýtek, který se těšil především podpoře venkova a nízké šlechty, 9. října 1292 Václavem zajat, donucen uzavřít s králem mír, vzdát se nároků na sporná území a navíc přijmout své državy břešťské a sieradzské od českého panovníka v léno. Tímto tažením tak Václav II. sjednotil pod svou vládou celé Malopolsko, a když roku 1296 neočekávaně zemřel i velkopolský kníže Přemysl II., stal se Václav po uzavření sňatku s Přemyslovou mladičkou dcerou Richenzou rovněž panovníkem Velkopolska. Roku 1300 byl pak český král Václav korunován v Hnězdně arcibiskupem Świnkou polským králem.
Roku 1293 si Vladislav Lokýtek vzal za manželku dceru velkopolského knížete Boleslava Pobožného Hedviku Kališskou. Vladislav a Hedvika měli spolu šest dětí, Kunhutu, Štěpána, Vladislava, Alžbětu, Hedviku a Kazimíra, avšak z nich svého otce přežili pouze Alžběta, která se později stala uherskou královnou, a nejmladší Kazimír, který se stal otcovým nástupcem. Vladislavu Lokýtkovi, proti kterému se postavila velkopolská šlechta a na něhož uvrhl poznaňský biskup Ondřej klatbu, nezbylo nic jiného, než v roce 1300 uprchnout z Polska. Uchýlil se do Uher, kde vytvořil opozici proti králi Václavovi.

## Návrat do Polska

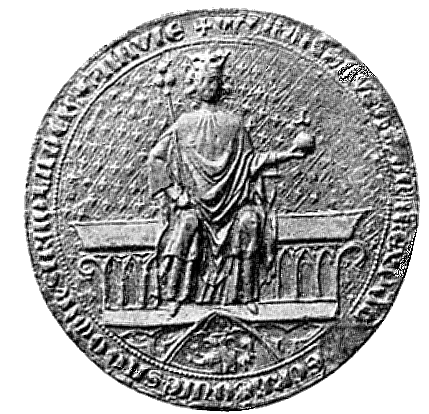
Královská pečeť z roku 1320

V exilu získal Vladislav spojence a v roce 1304 za podpory uherských pánů pak vtrhl do Malopolska, kde začal svádět boje s Václavovými příznivci a jeho vojenskými posádkami. Podařilo se mu postupně obsadit část Krakovska a Sandoměřska a v roce 1306 dobýt samotné město Krakov. Úlohu mu značně usnadnil fakt, že syn Václava II., mladičký Václav III., musel čelit nepřátelství římského krále a rakouského a štýrského vévody Albrechta I. Habsburského. Nezkušený český král, který ztratil v roce 1304 uherskou korunu v souboji s uherským králem Karlem I. Robertem z Anjou, se z Čech v čele svého vojska vydal do Polska proti Vladislavu Lokýtkovi. Na cestě byl však zabit neznámým vrahem 4. srpna 1306 při zastávce v Olomouci. Je možné, že za vraždou mladého krále stál právě Václavův sok Vladislav Lokýtek. Čechy po smrti posledního z Přemyslovců upadly do vnitřních zmatků a bojů o moc, čehož Vladislav dokonale využil ve svůj prospěch a pro rozšíření svého vlivu.
Vladislavovi jeho snahu o sjednocení Polska komplikovalo množství odpůrců. Jeho pokusy dlouhou dobu mařili především nepřátelští velkopolští velmoži, slezská knížata, Mazovsko a krakovský biskup Jan Muskata, který na něho opětovně uvalil církevní klatbu. Nespokojení páni z Malopolska se navíc brzy začali přiklánět na stranu nového českého krále Jana Lucemburského, který roku 1311 přijal titul polského krále a dovolával se dědictví po zavražděném Václavovi III. Krakovsko a Sandoměřsko ke všemu na jaře roku 1311 zachvátilo povstání patricijů proti Vladislavovi, které inicioval krakovský biskup, avšak bez české intervence, která by povstalcům pomohla, byla revolta Lokýtkem brzy potlačena. Po znovuupevnění své moci a obsazení Krakova přistoupil Vladislav ke krokům, které měly omezit vliv a odbojnost malopolské metropole. Místo dědičného fojta dosadil Vladislav na králi závislého úředníka, odňal Krakovu právo soudit šlechtu pro činy spáchané ve městě a nechal nahradit němčinu v městských knihách latinou.

## Zisk polské koruny
Po smrti svého nepřítele Jindřicha Hlohovského v roce 1309 připojil Vladislav Lokýtek v roce 1310 k Malopolsku Velkopolsko a poté začal usilovat o získání královské koruny. Mimo jím držená polská území nadále ležely oblasti Slezska, Mazovska a Pomoří. Papež s Vladislavovou korunovací dlouho otálel, protože si tím nechtěl znepřátelit Lokýtkova vlivného protivníka Jana Lucemburského. Lokýtek si nakonec přízeň papežské kurie naklonil zvýšením poplatku odváděného z polských zemí do Říma (tzv. denár sv. Petra) ze tří denárů z každé polské rodiny na jeden denár z každé hlavy. Papež Jan XXII. poté s korunovací souhlasil a Vladislav Lokýtek byl 20. ledna 1320 slavnostně korunován ve wawelské katedrále v Krakově na polského krále. Polskému králi však nadále odporovalo opolské, kujavské, mazovské a slezské knížectví. Slezská knížata se dokonce na přelomu 20. a 30. let 14. století dobrovolně lenně zavazovala českému králi Janovi a proti Vladislavovi vystupovala nepřátelsky. Oblast Pomořanska za Vladislavovy vlády připadla expandujícímu Řádu německých rytířů podporovanému Janem Lucemburským, přičemž moc řádu v oblasti Baltu nadále rychle rostla a němečtí rytíři začali být pro existenci polského státu velkým nebezpečím. Toto ohrožení a odříznutí Polska od přístupu k moři vedlo Vladislava Lokýtka v roce 1325 k uzavření obranného spolku se sousedním Litevským velkoknížectvím, které bylo s řádem rovněž v konfliktu. Spolek byl posílen sňatkem Lokýtkova syna a dědice Kazimíra s dcerou litevského velkoknížete Gedymina Aldonou (Annou). Podporu proti řádu a českému králi hledal Lokýtek také v Uhrách, kde s uherským králem Karlem I. Robertem z Anjou zasnoubil svou dceru Alžbětu.
Král Vladislav I. Lokýtek zemřel 2. března 1333 v Krakově a zanechal vládu nad Malopolskem a Velkopolskem svému synovi Kazimírovi, který se poté stal králem Kazimírem III.

## Vývod z předků
|                      |                          |  |                        |                         |  |  |  |  |  |  |  | Boleslav III. Křivoústý |
|                      |                          |  |                        |                         |  |  |  |  |  |  |  |                         |
|                      | Kazimír II. Spravedlivý  |  |                        |                         |  |  |  |  |  |  |  |                         |
|                      |                          |  |                        |                         |  |  |  |  |  |  |  |                         |
|                      |                          |  |                        | Salomena z Bergu        |  |  |  |  |  |  |  |                         |
|                      |                          |  |                        |                         |  |  |  |  |  |  |  |                         |
|                      | Konrád I. Mazovský       |  |                        |                         |  |  |  |  |  |  |  |                         |
|                      |                          |  |                        |                         |  |  |  |  |  |  |  |                         |
|                      |                          |  |                        | Konrád II. Znojemský    |  |  |  |  |  |  |  |                         |
|                      |                          |  |                        |                         |  |  |  |  |  |  |  |                         |
|                      | Helena Znojemská         |  |                        |                         |  |  |  |  |  |  |  |                         |
|                      |                          |  |                        |                         |  |  |  |  |  |  |  |                         |
|                      |                          |  |                        | Marie Srbská            |  |  |  |  |  |  |  |                         |
|                      |                          |  |                        |                         |  |  |  |  |  |  |  |                         |
|                      | Kazimír I. Kujavský      |  |                        |                         |  |  |  |  |  |  |  |                         |
|                      |                          |  |                        |                         |  |  |  |  |  |  |  |                         |
|                      |                          |  |                        | Igor Svjatoslavič       |  |  |  |  |  |  |  |                         |
|                      |                          |  |                        |                         |  |  |  |  |  |  |  |                         |
|                      | Svjatoslav III. Igorovič |  |                        |                         |  |  |  |  |  |  |  |                         |
|                      |                          |  |                        |                         |  |  |  |  |  |  |  |                         |
|                      |                          |  |                        | Jefrosinia Jaroslavovna |  |  |  |  |  |  |  |                         |
|                      |                          |  |                        |                         |  |  |  |  |  |  |  |                         |
|                      | Agafia Rurikovna         |  |                        |                         |  |  |  |  |  |  |  |                         |
|                      |                          |  |                        |                         |  |  |  |  |  |  |  |                         |
|                      |                          |  |                        | Rurik II. Kyjevský      |  |  |  |  |  |  |  |                         |
|                      |                          |  |                        |                         |  |  |  |  |  |  |  |                         |
|                      | Jaroslava Rurikovna      |  |                        |                         |  |  |  |  |  |  |  |                         |
|                      |                          |  |                        |                         |  |  |  |  |  |  |  |                         |
|                      |                          |  |                        | Anna Turovská           |  |  |  |  |  |  |  |                         |
|                      |                          |  |                        |                         |  |  |  |  |  |  |  |                         |
| Vladislav I. Lokýtek |                          |  |                        |                         |  |  |  |  |  |  |  |                         |
|                      |                          |  |                        |                         |  |  |  |  |  |  |  |                         |
|                      |                          |  | Vladislav II. Vyhnanec |                         |  |  |  |  |  |  |  |                         |
|                      |                          |  |                        |                         |  |  |  |  |  |  |  |                         |
|                      | Měšek I. Křivonohý       |  |                        |                         |  |  |  |  |  |  |  |                         |
|                      |                          |  |                        |                         |  |  |  |  |  |  |  |                         |
|                      |                          |  |                        | Anežka Babenberská      |  |  |  |  |  |  |  |                         |
|                      |                          |  |                        |                         |  |  |  |  |  |  |  |                         |
|                      | Kazimír I. Opolský       |  |                        |                         |  |  |  |  |  |  |  |                         |
|                      |                          |  |                        |                         |  |  |  |  |  |  |  |                         |
|                      |                          |  |                        | Ota III. Dětleb         |  |  |  |  |  |  |  |                         |
|                      |                          |  |                        |                         |  |  |  |  |  |  |  |                         |
|                      | Ludmila                  |  |                        |                         |  |  |  |  |  |  |  |                         |
|                      |                          |  |                        |                         |  |  |  |  |  |  |  |                         |
|                      |                          |  |                        | Durancie                |  |  |  |  |  |  |  |                         |
|                      |                          |  |                        |                         |  |  |  |  |  |  |  |                         |
|                      | Eufrosina Opolská        |  |                        |                         |  |  |  |  |  |  |  |                         |
|                      |                          |  |                        |                         |  |  |  |  |  |  |  |                         |
|                      |                          |  |                        |                         |  |  |  |  |  |  |  |                         |
|                      |                          |  |                        |                         |  |  |  |  |  |  |  |                         |
|                      |                          |  |                        |                         |  |  |  |  |  |  |  |                         |
|                      |                          |  |                        |                         |  |  |  |  |  |  |  |                         |
|                      |                          |  |                        |                         |  |  |  |  |  |  |  |                         |
|                      |                          |  |                        |                         |  |  |  |  |  |  |  |                         |
|                      | Viola Opolská            |  |                        |                         |  |  |  |  |  |  |  |                         |
|                      |                          |  |                        |                         |  |  |  |  |  |  |  |                         |
|                      |                          |  |                        |                         |  |  |  |  |  |  |  |                         |
|                      |                          |  |                        |                         |  |  |  |  |  |  |  |                         |
|                      |                          |  |                        |                         |  |  |  |  |  |  |  |                         |
|                      |                          |  |                        |                         |  |  |  |  |  |  |  |                         |
|                      |                          |  |                        |                         |  |  |  |  |  |  |  |                         |
|                      |                          |  |                        |                         |  |  |  |  |  |  |  |                         |